# آرثر ر. ميلر
آرثر ر. ميلر (بالإنجليزية: Arthur R. Miller)‏ هو مدرس أمريكي، ولد في 1934 في بروكلين في الولايات المتحدة.

## وصلات خارجية
- آرثر ر. ميلر على موقع ميوزك برينز (الإنجليزية)